# 叢書集成
《叢書集成》，是商務印書館编的一套丛书，由王雲五主編，張元濟策划。張元济感于唐宋以來的筆記、雜說、叢鈔、偏僻的文集和零散的著作大多保存于丛书之中，而為了便於使用，应该给予整理。王雲五基於罕見與實用兩方面的因素，選取了宋明清三朝普通叢書80部，專科叢書12部、地方叢書8部，合計100部，定名為《叢書集成初編》。《初編》所錄百部叢書，計有約6000種書籍，計27000餘卷。